# Brigitte Lainé
Pour les articles homonymes, voir Lainé.
Brigitte Lainé est une archiviste et historienne de l'art française, née le 8 juin 1942 dans le 20e arrondissement de Paris et morte le 2 novembre 2018 dans le 15e arrondissement de la même ville. Archiviste paléographe, elle est responsable des archives judiciaires des Archives de Paris de 1977 à 2008, après avoir dirigé les archives départementales de la Vendée.
Elle est connue pour avoir témoigné lors du procès opposant l'homme politique Maurice Papon à l'historien Jean-Luc Einaudi.

## Biographie

### Formation
Élève de l'École nationale des chartes, Brigitte Lainé y obtient le diplôme d'archiviste-paléographe en 1966 après avoir soutenu une thèse intitulée La vie économique et sociale à Collioure de 1360 à 1490,.

### Carrière professionnelle
Brigitte Lainé est nommée directrice des services d'archives de la Vendée en 1966,, avant d'être mutée d'office aux Archives départementales de la Seine-Maritime en 1972, puis nommée aux Archives de Paris en 1977, où elle reste jusqu'à son départ en retraite en 2008.
Elle est nommée responsable avec son collègue Philippe Grand des archives judiciaires de Paris. Cela les amène à collecter, trier et classer les documents du Palais de justice, souvent en mauvais état et remisés dans les « greniers » et un « labyrinthe de caves ». Brigitte Lainé n'hésite pas à solliciter l'aide du premier président de la cour d'appel pour mener à un bien ce travail qui occupe l'ensemble de sa carrière ; elle parvient, avec Philippe Grand, à trier et inventorier les dossiers correctionnels et d'appel correctionnel des Quatrième et Cinquième Républiques. Elle est également seule responsable du traitement des archives du tribunal de commerce et des vingt tribunaux de justice de paix. Elle met enfin au jour des trésors patrimoniaux oubliés dans les caves du Palais de la Cité, à l'instar de « deux grands cartons de disques 78 tours... intitulés Radio-Paris », dont le tiers n'était pas présent dans la collection de l'Institut national de l'audiovisuel.
Elle porte également une grande attention à l'exécution de sa mission de service public en conseillant et orientant de nombreux lecteurs dans leurs recherches aux Archives de Paris. Sa connaissance des fonds parisiens lui vaut une « réputation scientifique » internationale.

#### Affaire Grand-Lainé

##### Procès en diffamation de Jean-Luc Einaudi
En 1999, l'homme politique Maurice Papon poursuit en diffamation l'historien Jean-Luc Einaudi. Celui-ci affirme en effet au sujet des répressions policières du 17 octobre 1961 qu'il s'agit d'« un massacre » perpétré « par des forces de police agissant sur ordre de Maurice Papon ». Pour sa défense, Jean-Luc Einaudi a besoin de prouver sa thèse à l'aide des Archives judiciaires de la ville de Paris ; mais toutes ses demandes de dérogations sont refusées. Il décide alors de faire citer Brigitte Lainé et Philippe Grand comme témoins, en tant qu'archivistes chargés des documents judiciaires. Le 11 février 1999, Brigitte Lainé décrit devant la Cour, « d'après la centaine de dossiers d'instruction subsistants, les divers modes d'exécution des Algériens ». Ce témoignage, corroboré par un écrit de Philippe Grand destiné au tribunal, permettent à l'historien de gagner son procès,.

##### Menaces de sanctions et retrait des attributions
En raison de leurs témoignages, Brigitte Lainé et Philippe Grand sont menacés de sanctions disciplinaires pour manquement au devoir de réserve. Le risque de sanction pénale est rapidement écarté, au motif qu'un témoignage devant un magistrat exonère de toute obligation de secret. À la suite d'un article du journal Libération au sujet de cette affaire, de nombreux chercheurs étrangers ayant travaillé avec Brigitte Lainé signent un appel dans ce même journal pour protester contre les menaces de sanctions qu'elle encourt et pour réclamer que « Brigitte Lainé reçoive des Archives de France non des brimades mais des louanges » pour son témoignage devant le tribunal qui « relève [...] de sa conscience professionnelle ».
Une demande de blâme à l'encontre des deux archivistes est cependant transmise au ministère de la Culture. Aucune suite n'est donnée à cette demande, mais le ministère n'intervient pas non plus lorsque, plus d'un an après, le directeur des Archives de Paris, François Gasnault, retire aux archivistes leurs attributions.

##### Réhabilitation
Cette situation reste inchangée jusqu'en 2001, date à laquelle elle dépose une requête devant le tribunal administratif de Paris pour contester la décision de sa direction. Dans le même temps, à l'initiative du groupe Les Verts, le conseil de Paris demande que les deux archivistes retrouvent leurs attributions. En 2003, le tribunal administratif de Paris donne raison à Brigitte Lainé, en déclarant que ses attributions lui avaient été retirées « irrégulièrement par le département de Paris » et en qualifiant la décision du directeur des Archives de Paris de « sanction disciplinaire déguisée ». Cependant le jugement administratif n'est pas appliqué et le maire de Paris est condamné le 4 mars 2004 à lui verser une astreinte de 100 euros par jour si le jugement n'est pas exécuté. En septembre 2005, elle retrouve enfin ses attributions, mais sans réhabilitation professionnelle.

### Retraite
Admise à faire valoir ses droits à la retraite en juin 2008, elle poursuit ses recherches aux Archives de Paris et publie en 2011 un guide du fonds sur lequel elle a travaillé pendant trente-deux ans : Guide des sources judiciaires. Les juridictions ordinaires et d’exception du département de la Seine puis du département de Paris et des départements du ressort de la cour d’appel de Paris. Fonds 1790-2010. Cet ouvrage se voit décerner le Prix Berger de l’Académie des inscriptions et belles-lettres.

### Mort et hommages
Brigitte Lainé meurt le 2 novembre 2018 des suites d'un cancer.
Les Archives de Paris soulignent « son esprit d’indépendance et de liberté, sa conscience politique, l’amènent parfois à tenir des positions lourdes de conséquences, mais qu’elle assume entièrement. Quoi qu’il en soit, après heurs et malheurs, l’héritage qu’elle laisse aux Archives de Paris est colossal et mérite d’être rappelé et honoré » tandis que l'École des chartes passe sous silence sa fonction de témoin lors du procès qui a opposé Maurice Papon à l'historien Jean-Luc Einaudi.
La promotion 2020 des élèves conservateurs de l'Institut national du patrimoine choisit de porter le nom de « Brigitte Lainé », qu'ils décrivent comme ayant exercé « son métier de conservatrice du patrimoine en étant passionnément dévouée à son travail », devenant ainsi un « modèle inspirant de conscience professionnelle ».

## Distinctions

### Décoration
- Chevalier de la Légion d'honneur (2015)[23].

### Prix
- Prix Berger de l’Académie des inscriptions et belles-lettres pour le Guide des sources judiciaires du département de la Seine puis du département de Paris[20].

## Publications
- Le conseil de prud'hommes du département de la Seine, 1844-1940 (1762-1971) : D1U10 articles 1-1053, vol. 1, Paris, Archives de Paris, 2006, 210 p. (ISBN 2-86075-010-X).
- (Avec Françoise Bouleau-Koca et Christian Oppetit), Le Chapitre impérial, royal et national de Saint-Denis, Bobigny, Conseil général de Seine-Saint-Denis, 2006, 259 p. (ISBN 978-2906525191).
- (Avec Michèle Bimbenet-Privat), « Reconstituer le trésor de Saint-Denis ? Les acquisitions d'orfèvrerie ancienne (XVIe et XVIIe siècles) sous la Monarchie de Juillet », Bulletin Monumental, no 165 (2),‎ 2007, p. 195-207 (DOI 10.3406/bulmo.2007.1441).
- Guide des sources judiciaires : Les juridictions ordinaires et d’exception du département de la Seine puis du département de Paris et des départements du ressort de la cour d’appel de Paris. Fonds 1790-2010 – Documents XIVe -XXe siècles, Paris, Direction des services d’archives de Paris, 2011, 672 p. (ISBN 978-2-86075-015-8).
- L'iconographie de Saint Denis, premier évêque de Paris, XIIe – XIXe siècles : contribution à la publication des textes médiévaux conservés aux Archives de Paris, Paris, Archives de Paris, 2012, 56 p. (ISBN 978-2-86075-020-2).

### Médias en ligne
- Jean-François Perrier et Isabelle Saint-Saëns, « "On choisit un autre métier si on ne veut pas d’ennuis." Entretien avec Brigitte Lainé et Philippe Grand », sur vacarme.org, 15 septembre 2000 (consulté le 21 mai 2021).
- « Brigitte Lainé : bannie à cause de Papon », sur lejsd.com, Le Journal de Saint-Denis, 20 janvier 2012 (consulté le 21 mai 2021).